# 푸티피가리
푸티피가리(Putifigari, 사르데냐어: Potuvigari)는 이탈리아 사르데냐 주 사사리도에 위치한 코무네이다. 칼리아리에서 북서쪽으로 약 160 km, 사사리 (사르데냐)에서 남서쪽으로 약 20 km 떨어져 있다.
푸티피가리는 다음 코무네와 접한다: 알게로, 이티리, 우리, 빌라노바 몬텔레오네.